# Supercoppa di Slovenia 1996
La Supercoppa slovena 1996 è stata disputata il 31 luglio 1996 al Sports park di Nova Gorica. La sfida ha visto contrapposte il Gorica, vincitore del campionato e l'Olimpia Lubiana, vincitrice della coppa
A conquistare il trofeo è stato il Gorica con una vittoria per 3-1.

## Tabellino
| Arbitro: | Silvo Borošak |

|                      |           |                |
| Srebrnič 41’ 49’ 79’ | Marcatori | Djuranović 42’ |

### Formazioni
| Gorica          |    |                    |          |
|                 |    |                    |          |
| P               | 12 | Robert Volk        |          |
| D               | 6  | Miran Srebrnič (c) |          |
| D               | 28 | Andrej Poljšak     |          |
| D               | 24 | Ivica Cvitkušič    | Uscita   |
| C               | 26 | Alfred Jermaniš    |          |
| C               | 7  | Enes Demirović     | Uscita   |
| C               | 10 | Vili Bečaj         |          |
| C               | 27 | Elvis Ribarič      |          |
| C               | 19 | Mladen Rudonja     |          |
| A               | 11 | Milan Osterc       | Uscita   |
| A               | 16 | Stanislav Komočar  |          |
| A disposizione: |    |                    |          |
| P               | 13 | Željko Mitrakovič  | Ingresso |
| D               | 14 | Nenad Protega      | Ingresso |
| D               | 26 | Zoran Ubavič       | Ingresso |
| Allenatore:     |    |                    |          |
| Milan Miklavič  |    |                    |          |

| Olimpia Lubiana |    |                     |          |
|                 |    |                     |          |
| P               | 1  | Nihad Pejković (c)  |          |
| D               | 22 | Erik Kržišnik       |          |
| D               | 7  | Safet Hadžič        | Uscita   |
| D               | 4  | Samir Zulič         |          |
| D               | 5  | Aleksander Knavs    |          |
| C               | 19 | Enver Adrović       |          |
| C               | 17 | Igor Benedejčič     | Uscita   |
| C               | '8 | Damjan Gajser       |          |
| C               | 18 | Dejan Djuranovič    |          |
| C               | 20 | Milenko Ačimovič    | Uscita   |
| A               | 14 | Sebastjan Cimirotič |          |
| A disposizione: |    |                     |          |
| C               | 4  | Dušan Kosič         | Ingresso |
| A               | 11 | Ermin Rakovič       | Ingresso |
| A               | 10 | Kliton Bozgo        | Ingresso |
| Allenatore:     |    |                     |          |
| Petar Nadoveza  |    |                     |          |

## Squadra vincitrice
| Vincitore della Supercoppa di Slovenia 1996 |
| ------------------------------------------- |
| Gorica 1º titolo                            |